# 萨金娜·乌兹拉维·迪基
萨金娜·乌兹拉维·迪基（阿拉伯语：‎；2001年8月29日—），摩洛哥女子足球运动员，司职前锋，目前效力于皇家安德莱赫特体育俱乐部和摩洛哥国家女子足球队。她曾代表摩洛哥参加2023年国际足联女子世界杯。